# Palazzo Montero
Il Palazzo Montero (in spagnolo Palacio Montero) è un edificio storico della città di Montevideo in Uruguay. 

## Storia

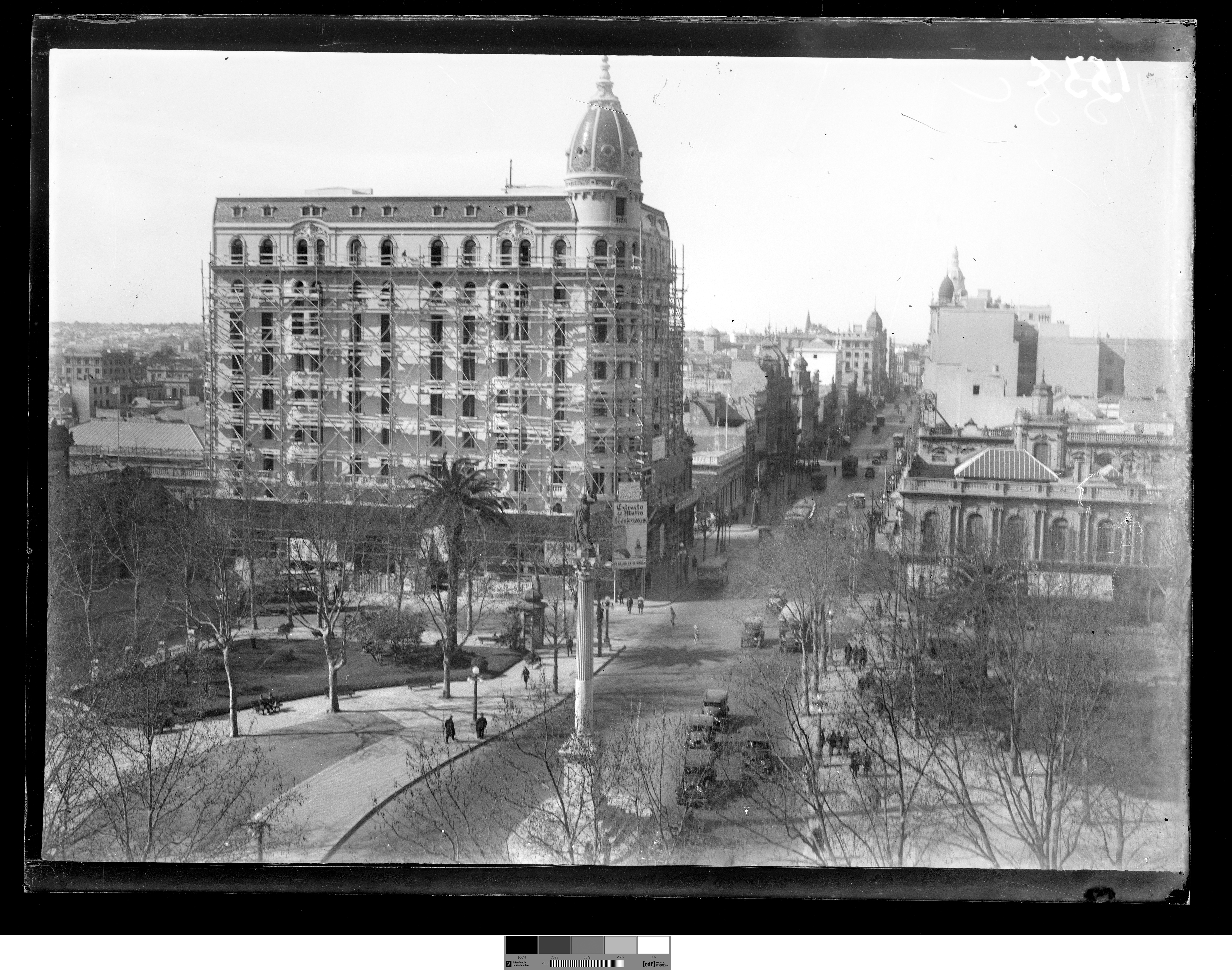
L'edificio in costruzione nel 1928

L’edificio, progettato dall’ingegnere Alberto Trigo, fu costruito negli anni 1920 per ospitare appartamenti e locali commerciali al piano terra. Proprio qui, il 7 settembre 1939, aprì le sue porte il celebre Caffè Sorocabana, motivo per cui è anche noto come l'Edificio Sorocabana.

## Descrizione
L'edificio, situato sulla Plaza de Cagancha nel centro di Montevideo, presenta uno stile eclettico.